# 大長吻針鼴
大長吻針鼴（學名：Zaglossus bartoni）是在新畿內亞的一種原針鼴屬。牠們主要分佈在巴布亞新畿內亞海拔2000-3000米的地區。
大長吻針鼴的前肢有五趾，後肢則有四趾，趾上均有爪。牠重5-10公斤，體長60-100厘米，是單孔目中體型最大的。牠有濃密的黑毛，沒有尾巴及行動緩慢。牠們受到攻擊時會捲曲身體來防禦。
大長吻針鼴共有四個亞種：
- Z. b. bartoni
- Z. b. clunius
- Z. b. smeenki
- Z. b. diamondi

每一個亞種都在地理上分隔的，牠們之間主要在體型上有分別。